# Teinogenys aurilegulus
Teinogenys aurilegulus är en skalbaggsart som beskrevs av Blackburn 1896. Teinogenys aurilegulus ingår i släktet Teinogenys och familjen Dynastidae. Inga underarter finns listade i Catalogue of Life.